# Hafei Aviation
Hafei Aviation Industry Co Ltd (em chinês: 哈飞航空工业股份有限公司) (SSE: 600038) é uma fabricante chinesa de aviões leves, helicópteros e peças aeroespaciais. Embora sediada em Harbin, na província de Heilongjiang a companhia também tem presença em Beijing.
Hafei Aviation é uma corporação pública subsidiária da Harbin Aviation Industry (Group) Co Ltd, uma companhia que também faz um empreendimento em conjunto com a Airbus na fabricação dos componente de materiais compósitos do A320 e trabalhos no modelo A350 XWB.